# Pseudobatos percellens
Pseudobatos percellens is een vis uit de familie van vioolroggen (Rhinobatidae) en dus een rog. De vis kan een lengte bereiken van 100 cm.

## Leefomgeving
Deze vioolrog is een zoutwatervis. De vis komt voor in de subtropische zone van de Atlantische Oceaan. De diepteverspreiding is 0 tot 110 m.

## Relatie tot de mens
Deze soort is voor de visserij van aanzienlijk commercieel belang. In de hengelsport wordt er weinig op de vis gejaagd. De soort wordt daarnaast wél gevangen voor commerciële aquaria.